# Las Mesas de Xoconoxtle
Las Mesas de Xoconoxtle är en ort i Mexiko.   Den ligger i kommunen Mezquital och delstaten Durango, i den centrala delen av landet, 700 km nordväst om huvudstaden Mexico City. Las Mesas de Xoconoxtle ligger 1 694 meter över havet och antalet invånare är 144.
Terrängen runt Las Mesas de Xoconoxtle är kuperad åt sydväst, men åt nordost är den bergig. Runt Las Mesas de Xoconoxtle är det mycket glesbefolkat, med 3 invånare per kvadratkilometer. Närmaste större samhälle är Mesa de San Antonio, 19,1 km öster om Las Mesas de Xoconoxtle. I omgivningarna runt Las Mesas de Xoconoxtle växer huvudsakligen savannskog.